# Torneo de Cerdeña 2020
El Forte Village Sardegna Open 2020 fue un torneo de tenis perteneciente al ATP Tour 2020 en la categoría ATP World Tour 250. El torneo tuvo lugar en la ciudad de Cerdeña (Italia) desde el 12 hasta el 18 de octubre de 2020 sobre tierra batida. Se organizó principalmente debido a la cancelación de muchos torneos durante la temporada 2020, debido a la pandemia de COVID-19.

## Distribución de puntos
| Modalidad            | Campeón | Finalista | Semifinales | Cuartos de final | 2ª ronda | 1ª ronda | Clasificados | 2ª ronda de clasificación | 1ª ronda de clasificación |
| Individual masculino | 250     | 165       | 100         | 50               | 25       | 0        | 13           | 7                         | 0                         |
| Dobles masculino     | 250     | 150       | 90          | 45               | 20       | 0        | -            | -                         | -                         |

## Cabezas de serie

### Individuales masculino
| Tenista        | Ranking | Preclasificado |
| Fabio Fognini  | 15      | 1              |
| Dušan Lajović  | 24      | 2              |
| Casper Ruud    | 25      | 3              |
| Albert Ramos   | 44      | 4              |
| Lorenzo Sonego | 46      | 5              |
| Pablo Andújar  | 51      | 6              |
| Tommy Paul     | 58      | 7              |
| Pablo Cuevas   | 60      | 8              |

- Ranking del 5 de octubre de 2020.[2]

### Dobles masculino
| Tenista                           | Ranking | Preclasificados |
| Juan Sebastián Cabal Robert Farah | 3       | 1               |
| John Peers Michael Venus          | 34      | 2               |
| Marcus Daniell Philipp Oswald     | 91      | 3               |
| Simone Bolelli Máximo González    | 116     | 4               |

## Campeones

### Individual masculino
Laslo Djere venció a  Marco Cecchinato por 7-6(7-3), 7-5

### Dobles masculino
Marcus Daniell /  Philipp Oswald vencieron a  Juan Sebastián Cabal /  Robert Farah por 6-3, 6-4